# Die Austernprinzessin
Die Austernprinzessin is een Duitse filmkomedie uit 1919 onder regie van Ernst Lubitsch.

## Verhaal
Oesterkoning Quaker is slapend rijk. Het enige dat hem nog zorgen baart, is de wens van zijn dochter Ossi. Zij heeft gezegd alleen maar met een prins te willen trouwen. Hij belooft de verpauperde prins Nucki een grote bruidsschat als hij de hand van zijn dochter wil aannemen. Prins Nucki stuurt zijn vriend Josef op pad.

## Rolverdeling
| Acteur             | Personage     |
| ------------------ | ------------- |
| Victor Janson      | Mister Quaker |
| Ossi Oswalda       | Ossi          |
| Harry Liedtke      | Prins Nucki   |
| Julius Falkenstein | Josef         |
| Max Kronert        | Seligsohn     |